# Hans Matheson
Hans Matheson (Buiten-Hebriden, 7 augustus 1975) is een Schotse acteur.  
Hans Matheson is geboren in Schotland, maar verhuisde kort na zijn geboorte met zijn familie naar Canterbury, Kent in Engeland. 

## Filmografie
- Jericho  (2016): Johnny Jackson
- 300: Rise of an Empire (2014): Aeschylus
- The Christmas Candle (2013): David Richmond
- Clash of the Titans (2010): Ixas
- Sherlock Holmes (2009): Lord Coward
- Tess of the D'Urbervilles (2008): Alec D'Urberville
- Bathory (2007): Merisi da Caravaggio
- Half Light (2006): Angus Mc Cullough
- The Virgin Queen (2005): Earl of Essex
- Imperium: Nero (2004): Emperor Nero
- Comfortably Numb (2004): Jake
- Doctor Zhivago (2002): Yury Zhivago (miniserie)
- Deathwatch (2002): Private Jack Hawkstone
- I Am Dina (2002): Tomas
- The Mists of Avalon (2001): Mordred Pendragon
- Canone Inverso- Making Love (2000): Jeno Varga
- Bodywork (1999): Virgil Guppy
- Tube Tales (1999): Michael
- Still Crazy (1998): Luke Shand
- Les Misérables (1998): Marius Pontmercy
- Family Money (1997): Jake
- Stella Does Tricks (1997): Eddie
- Mojo (1997): Silver Johnny
- The Future Lasts a Long Time (1996): Jimmy Dolen
- Poldark (1996): Ben Carter

- Bibsys: 5031562
- Biblioteca Nacional de España: XX4987907
- Bibliothèque nationale de France: cb142044991 (data)
- Catàleg d'autoritats de noms i títols de Catalunya: 981058509037806706
- Gemeinsame Normdatei: 1013560140
- International Standard Name Identifier: 0000 0001 2126 525X
- Library of Congress Control Number: no99017246
- Nationale Bibliotheek van Tsjechië: xx0113686
- Nationale Bibliotheek van Israël: 987007454888505171
- Système universitaire de documentation: 180840908
- Virtual International Authority File: 31625931
- WorldCat: E39PBJpyjJ3f6pHrHpFh4rjt8C